# Гренада на Светском првенству у атлетици на отвореном 2013.
Гренада је учествовала на Светском првенству у атлетици на отвореном 2013. одржаном у Москви од 10. до 18. августа четрнаести пут, односно на свим првенствима до данас. Репрезентацију Гренаде представљало је двоје атлетичара који су се такмичило у две дисциплине.,
На овом првенству Гренада није освојила ниједну медаљу. Такмичар у десетобоју Курт Феликс, док се такмичио остварио је три најбоља лична рекорда сезоне. У табели успешности према броју и пласману такмичара који су учествовали у финалним такмичењима (првих 8 такмичара) Гренада је била 53. са 2 бода.
| Пл. | Земља   | 1. место | 2. место | 3. место | 4. место | 5. место | 6. место | 7. место | 8. место | Бр. фин. | Бод. |
| --- | ------- | -------- | -------- | -------- | -------- | -------- | -------- | -------- | -------- | -------- | ---- |
| 53. | Гренада | 0        | 0        | 0        | 0        | 0        | 0        | 1        | 0        | 1        | 2    |

## Учесници
Мушкарци:
- Кирани Џејмс — 400 м
- Курт Феликс — Десетобој

## Резултати

### Мушкарци
| Атлетичар    | Дисциплина | Лични рекорд | Квалификације | Квалификације | Полуфинале | Полуфинале | Финале   | Финале     | Детаљи |
| Атлетичар    | Дисциплина | Лични рекорд | Резултат      | Место         | Резултат   | Место      | Резултат | Место      | Детаљи |
| ------------ | ---------- | ------------ | ------------- | ------------- | ---------- | ---------- | -------- | ---------- | ------ |
| Кирани Џејмс | 400 м      | 43.94 НР     | 45,00 КВ      | 1. у гр 5     | 44,81 КВ   | 1. у гр 3  | 44,99    | 7/ 32 (35) |        |

Десетобој
| Дисциплина    | Курт Феликс Архивирано на веб-сајту (28. октобар 2013) | Курт Феликс Архивирано на веб-сајту (28. октобар 2013) | Курт Феликс Архивирано на веб-сајту (28. октобар 2013) | Курт Феликс Архивирано на веб-сајту (28. октобар 2013) | Курт Феликс Архивирано на веб-сајту (28. октобар 2013) | Курт Феликс Архивирано на веб-сајту (28. октобар 2013) |
| Дисциплина    | Лич. рек.                                              | Резултат                                               | Бод.                                                   | Плас.                                                  | Укупно                                                 | Плас.                                                  |
| ------------- | ------------------------------------------------------ | ------------------------------------------------------ | ------------------------------------------------------ | ------------------------------------------------------ | ------------------------------------------------------ | ------------------------------------------------------ |
| 100 м         | 11,08                                                  | 11,20 ЛРС                                              | 817                                                    | 25                                                     |                                                        |                                                        |
| Скок удаљ     | 7,74                                                   | 7,41                                                   | 913                                                    | 13                                                     | 1.730                                                  | 21                                                     |
| Бацање кугле  | 13,75                                                  | 12,95 ЛРС                                              | 664                                                    | 32                                                     | 2.394                                                  | 26                                                     |
| Скок увис     | 2,15                                                   | 2,08 ЛРС                                               | 878                                                    | 4                                                      | 3.272                                                  | 18                                                     |
| 400 м         | 48,63                                                  | није стартовао                                         | није стартовао                                         | није стартовао                                         | није стартовао                                         | није стартовао                                         |
| 110 м препоне | 14,77                                                  | није стартовао                                         | није стартовао                                         | није стартовао                                         | није стартовао                                         | није стартовао                                         |
| Бацање диска  | 41,51                                                  | није стартовао                                         | није стартовао                                         | није стартовао                                         | није стартовао                                         | није стартовао                                         |
| Скок мотком   | 4,60                                                   | није стартовао                                         | није стартовао                                         | није стартовао                                         | није стартовао                                         | није стартовао                                         |
| Бацање копља  | 69,89                                                  | није стартовао                                         | није стартовао                                         | није стартовао                                         | није стартовао                                         | није стартовао                                         |
| 1.500 м       | 4:35,61                                                | није стартовао                                         | није стартовао                                         | није стартовао                                         | није стартовао                                         | није стартовао                                         |
| Десетобој     | 8062 НР                                                | није завршио такмичење                                 | није завршио такмичење                                 | није завршио такмичење                                 | није завршио такмичење                                 | није завршио такмичење                                 |